# Joep Franssen
Joep Franssen (* 6. Dezember 1899 in Voerendaal; † 27. Februar 1975 in Ubachsberg) war ein niederländischer Radrennfahrer.
Joep Franssen, Spitzname „Jupke“, war Profi-Rennfahrer von 1922 bis 1933. 1924 gewann er die Ronde van Zuid-Limburg. 1927 wurde er Niederländischer Straßenmeister, nachdem er 1925 schon den dritten Platz belegt hatte. 1929 und 1930 nahm er an der Straßenweltmeisterschaft teil, jedoch ohne eine herausragende Platzierung zu erreichen.
In den 1920er Jahren eröffnete Franssen ein Fahrradgeschäft in Ubachsberg, das mittlerweile in dritter Generation von der Familie geführt wird.